# Condominio Torres Gemelas
Las Torres Gemelas Condominios son dos torres gemelas ubicadas en la ciudad de Acapulco, Estado de Guerrero, en el sur de México. Se ubican en la Avenida Costera Miguel Alemán # 1230, Fraccionamiento Club Deportivo de dicha ciudad.
Para ser más exactos, se convirtieron en las segundas torres más altas de Acapulco después de la torre Estrella del Mar, durante un año, de 1975 hasta 1976, año en el que finaliza la construcción del rascacielos del Hotel La Palapa, las torres pasan a tercer lugar hasta el año 1981, año en que finaliza la construcción de la Torre de Acapulco. Actualmente son los octavos más altos de Acapulco y del Sur de México.

## La forma
- Miden 110 metros de altura, cuentan con un total de 60 pisos y su uso es exclusivamente residencial, también en los primeros pisos cuenta con un hotel.

- Cuenta con un total de 3 elevadores (ascensores), que son de alta velocidad, se mueven a una velocidad de 6.5 metros por segundo.

## Detalles importantes
- La construcción fue iniciada en 1971 con una inversión de 15 millones de dólares y fueron terminadas en 1975. El diseño estuvo a cargo de Procomex.

- Cuenta con 625 habitaciones.

- Las torres están ancladas a 50 metros de profundidad con 60 pilotes de concreto y acero, los materiales de construcción que se utilizaron en las torres fueron: hormigón, concreto armado, vidrio en la mayor parte de su estructura, las torres pueden soportar un terremoto de 8,0 en la escala de Richter.

- Cabe destacar que fueron junto con Estrella del Mar, Hotel La Palapa en ser los primeros rascacielos inteligentes de Acapulco debido al sistema llamado B3 que controla la luz al igual que, Oceanic 2000, Torre Coral.

- En el año 2002 fueron nombradas por la compañía CALMECAC, (Calidad mexicana) un hotel de calidad 4 estrellas y 4 diamantes.

## Datos clave Torre 2
- Altura- 110 metros.
- Espacio de habitaciones - 35.000 m³.
- Pisos-  30 pisos.
- Condición: 	En uso
- Puesto: 	
  - En México: 80.º puesto, 2011: 117.º puesto
  - En Acapulco: º puesto
  - En el Sur de México: º puesto

## Datos clave Torre 1
- Altura- 113 metros.
- Espacio de habitaciones - 28.000 m³.
- Pisos-  30 pisos.
- Condición: 	En uso
- Puesto: 	
  - En México: 81.er puesto, 2011: 118.º puesto
  - En Acapulco: º puesto
  - En el Sur de México: º puesto